# کودی گولوبف
کودی گولوبف (انگلیسی: Cody Goloubef؛ زادهٔ ۳۰ نوامبر ۱۹۸۹) بازیکن هاکی روی یخ اهل کانادا است.